# カイオワ郡 (オクラホマ州)
カイオワ郡（英: Kiowa County）は、アメリカ合衆国オクラホマ州の南西部に位置する郡である。2010年国勢調査での人口は9,446人であり、2000年の10,227人から7.6％減少した。郡庁所在地はホバート市（人口3,756人）であり、同郡で人口最大の都市でもある。

## 地理
アメリカ合衆国国勢調査局に拠れば、郡域全面積は1,031平方マイル (2,670.3 km2)であり、このうち陸地1,015平方マイル (2,628.8 km2)、水域は16平方マイル (41.4 km2)で水域率は1.56％である。

### 主要高規格道路
- アメリカ国道62号線
- アメリカ国道183号線
- オクラホマ州道9号線
- オクラホマ州道19号線
- オクラホマ州道44号線

### 隣接する郡
- ウォシタ郡 - 北
- カドー郡 - 東
- コマンチ郡 - 南東
- ティルマン郡 - 南
- ジャクソン郡 - 南西
- グリアー郡 - 西

## 人口動態
以下は2000年の国勢調査による人口統計データである。
| 基礎データ - 人口: 10,227人 - 世帯数: 4,208 世帯 - 家族数: 2,815 家族 - 人口密度: 4人/km2（10人/mi2） - 住居数: 5,304軒 - 住居密度: 2軒/km2（5軒/mi2） 人種別人口構成 - 白人: 83.54% - アフリカン・アメリカン: 4.67% - ネイティブ・アメリカン: 6.31% - アジア人: 0.31% - 太平洋諸島系: 0.06% - その他の人種: 2.68% - 混血: 2.42% - ヒスパニック・ラテン系: 6.74% 年齢別人口構成 - 18歳未満: 24.2% - 18-24歳: 7.5% - 25-44歳: 24.5% - 45-64歳: 23.4% - 65歳以上: 20.3% - 年齢の中央値: 41歳 - 性比（女性100人あたり男性の人口） - 総人口: 95.7 - 18歳以上: 90.7 | 世帯と家族（対世帯数） - 18歳未満の子供がいる: 27.9% - 結婚・同居している夫婦: 52.0% - 未婚・離婚・死別女性が世帯主: 10.4% - 非家族世帯: 33.1% - 単身世帯: 30.6% - 65歳以上の老人1人暮らし: 16.3% - 平均構成人数 - 世帯: 2.35人 - 家族: 2.92人 収入と家計 - 収入の中央値 - 世帯: 26,053米ドル - 家族: 34,654米ドル - 性別 - 男性: 25,552米ドル - 女性: 19,497米ドル - 人口1人あたり収入: 14,231米ドル - 貧困線以下 - 対人口: 19.3% - 対家族数: 15.0% - 18歳未満: 23.3% - 65歳以上: 15.7% |

## 都市と町
| - クーパートン - ゴーテボ | - ホバート - 郡庁所在地 - ローンウルフ | - マウンテンパーク - マウンテンビュー | - ルーズベルト - スナイダー |